# 小湊鉄道東金営業所
小湊鉄道東金営業所（こみなとてつどうとうがねえいぎょうしょ）は、千葉県東金市田間に位置する小湊鉄道バス部の営業所。
従来まで長南営業所が管轄していた大網駅発着の路線を、九十九里鉄道に管理委託させる形で九十九里鉄道本社内に開設された。

## 沿革
長南営業所が担当していた一部路線を九十九里鉄道に管理委託する形で継承した。

### 年表
- 2013年（平成25年）

9月14日 - 大網駅発着路線の一部を長南営業所から移管され、九十九里鉄道に管理委託する形で運行を開始。
九十九里鉄道本社・東金営業所と共用している。東金駅正面口（西口）より徒歩約5分、または九十九里鉄道バス「九十九里鉄道本社前」停留所で下車。なお、東金営業所では定期券販売などの窓口業務は行っておらず、忘れ物の引き渡しのみ行っている。

## 現行路線
系統番号は実際の車両には表示されない。
みどりが丘車庫方面
- 大網08：大網駅 - 大網中学校 - みどりが丘入口 - みどりが丘第三 - みどりが丘車庫

大網駅発着路線の出入庫を担う路線だが、みどりが丘地区へのアクセス路線としても利用されている。
みずほ台方面
- 大網10：大網駅 → 駒込 → みずほ台三丁目 → 駒込火の見下 → 駒込 → 大網駅
- 大網11：大網駅 → 駒込 → 駒込火の見下 → みずほ台三丁目 → 駒込 → 大網駅

大網駅から南部のみずほ台地区を循環運行する路線だが時刻表に掲載は無く、運行は毎年元日（1月1日）のみとなっている。
季美の森方面
- 大網06：大網駅 - 大網中学校入口 - 山辺 - 季美の森入口 - 南センター - 東一丁目 - 季美の森
- 大網07：大網駅 - 大網中学校入口 - 山辺 - 季美の森入口 - 南センター - むぎわら公園 - 南五丁目 - むぎわら公園 - 東一丁目 - 季美の森
- 大網12：大網駅 - 大網中学校 - 餅木入口 - 季美の森入口 - 南センター - むぎわら公園 - 南五丁目 - むぎわら公園 - 東一丁目 - 季美の森（土曜・休日運休）
- 大網15：大網駅 - 大網中学校 - 餅木入口 - 季美の森入口 - 南センター - むぎわら公園 - 南五丁目 - 東千葉メディカルセンター - むぎわら公園 - 東一丁目 - 季美の森（土曜・休日運休）
- 大網17：大網駅 - 大網中学校入口 - 山辺 - 季美の森入口 - 南センター - むぎわら公園 - 南五丁目 - 東千葉メディカルセンター - むぎわら公園 - 東一丁目 - 季美の森

東金営業所の主力路線群で、白子車庫管轄時代は濃い緑色の季美の森専用塗装車が存在して充当された。平日午後のみ運行される餅木入口経由は「バイパス経由」と称される。平日の大網駅始発から20時55分発までと土曜・休日の全便は東千葉メディカルセンター経由で運行される。

## 廃止路線
- 大網駅 → 住宅入口 → 福俵駅入口 → 南上宿 → 東金駅 → 田間  → 求名駅

2013年（平成25年）12月6日に運行開始した金曜運行の深夜バスで、東金線沿線に沿って求名駅まで向かう。2019年（令和元年）9月1日のダイヤ改正で廃止された。

## 車両
開設時に長南営業所白子車庫と長南本所所属車両の一部を引き継いだ。